# 2000 AX243
2000 AX243 är en asteroid i huvudbältet som upptäcktes den 7 januari 2000 av LINEAR i Socorro County, New Mexico.
Asteroiden har en diameter på ungefär 5 kilometer.